# Ohlertidion lundbecki
Espèce
Synonymes
- Theridion lundbeckii Sørensen, 1898

Ohlertidion lundbecki est une espèce d'araignées aranéomorphes de la famille des Theridiidae.

## Distribution
Cette espèce est endémique du Groenland.

## Étymologie
Cette espèce est nommée en l'honneur de William Lundbeck.

## Publication originale
- Sørensen, 1898 : Arachnida Groenlandica (Acaris exceptis). Videnskabelige Meddelelser Dansk Naturhistorisk Forening Kjobenhavn, vol. 1898, p. 176-235.